# Lankesterella (roślina)
Lankesterella  – rodzaj roślin z rodziny storczykowatych (Orchidaceae). Obejmuje 11 gatunków występujących w Ameryce Południowej i Środkowej w takich krajach i regionach jak: Argentyna, Boliwia, Brazylia, Kolumbia, Kostaryka, Kuba, Dominikana, Ekwador, Paragwaj, Peru, Wenezuela.

## Systematyka
Rodzaj sklasyfikowany do podplemienia Spiranthinae w plemieniu Cranichideae, podrodzina storczykowe (Orchidoideae), rodzina storczykowate (Orchidaceae), rząd szparagowce (Asparagales) w obrębie roślin jednoliściennych.
Wykaz gatunków
- Lankesterella alainii Nir
- Lankesterella caespitosa (Lindl.) Hoehne
- Lankesterella ceracifolia (Barb.Rodr.) Mansf.
- Lankesterella glandula Ackerman
- Lankesterella gnomus (Kraenzl.) Hoehne
- Lankesterella longicollis (Cogn.) Hoehne
- Lankesterella orthantha (Kraenzl.) Garay
- Lankesterella parvula (Kraenzl.) Pabst
- Lankesterella pilosa (Cogn.) Hoehne
- Lankesterella salehi Pabst
- Lankesterella spannageliana (Hoehne & Brade) Mansf.